# Бенц, Вольфганг
Во́льфганг Бенц (нем. Wolfgang Benz; род. 9 июня 1941, Эльванген) — немецкий историк. Профессор-эмерит Берлинского технического университета. С 1990 года руководитель университетского Центра исследований антисемитизма Берлинского технического университета. Один из авторов и научных редакторов энциклопедических изданий «Энциклопедия национал-социализма», «Словарь Холокоста», «Справочник по антисемитизму» и «Справочник по истории Германии» и «Место террора. История национал-социалистических концентрационных лагерей».

## Биография
Вольфганг Бенц изучал историю, политическую экономию и историю искусства во Франкфуртском, Кильском и Мюнхенском университетах. В 1968 году в Мюнхенском университете защитил докторскую диссертацию на тему «Южная Германия в Веймарской республике (внутренняя политика 1918—1923)».
В 1969—1990 годах — научный сотрудник Института современной истории в Мюнхене.
В 1986 году был приглашённым профессором в Университете Нового Южного Уэльса в Сиднее.
21 октября 2010 года стал профессором-эмеритом, а его профессорскую должность в Берлинском техническом университете заняла историк Штефани Шюлер-Шпрингорум. Последняя лекция Бенца называлась «Исследование антисемитизма как академический предмет и общественная задача».

## Научная деятельность
С 1985 года Бенц — учредитель и издатель научного исторического журнала «Тетради Дахау» и главный редактор «Ежегодника исследований антисемитизма», который выходит в издательстве «Метрополь».
Бенц — один из редакторов научного журнала Zeitschrift für Geschichtswissenschaft. Бенц известен в частности как автор синтетических работ об антисемитизме, нацизме и Холокосте, например, книга «Холокост», вышедшая в серии «Wissen» известного немецкого издательства C. H. Beck. Бенц также был главным редактором «Словаря Холокоста», опубликованного в том же издательстве C. H. Beck (см. список публикаций). Особого внимания заслуживает его энциклопедический проект «Место террора. История национал-социалистических концентрационных лагерей». В этой 9-томной работе детально описана история крупнейших нацистских концентрационных лагерей. Важным также является справочным изданием «Handbuch des Antisemitismus». Из девяти запланированных томов уже появились первые два: в первом томе издания информация сгруппирована по географическому принципу, во втором томе речь идет о персоналиях.

## Награды и премии
- Премия Ганса и Софи Шолль (1992);
- Премия «Политическая книга»[нем.] фонда Фридриха Эберта[нем.] (1992).

## Научные труды

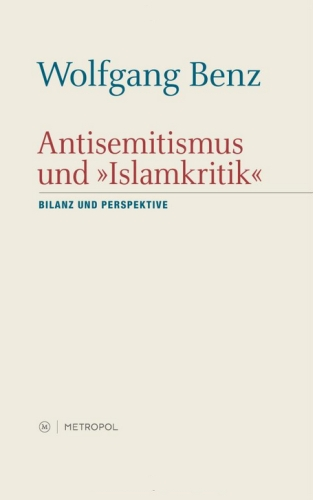
"Antisemitismus und “Islamkritik”" (2011)

### Монографии
- "Die 101 wichtigsten Fragen. Das Dritte Reich". C. H. Beck. München 2006/2007. ISBN=3-406-54142-9 новое издание: ISBN 3-406-56849-1.
- "Was ist Antisemitismus?" Bundeszentrale für politische Bildung (bpb). Bonn 2004, ISBN 3-89331-562-4[5].
- "Bilder vom Juden. Studien zum alltäglichen Antisemitismus", C. H. Beck, München 2001, ISBN 3-406-47575-2[6].
- "Geschichte des Dritten Reiches." C. H. Beck, München 2000, ISBN 3-406-46765-2
- "Herrschaft und Gesellschaft im nationalsozialistischen Staat. Studien zur Struktur - und Mentalitätsgeschichte." Fischer, Frankfurt am Main 1990, ISBN 3-596-24435-8
- "Der Holocaust." Beck, München 1995 (7. Auflage, München 2008, ISBN 978-3-406-39822-3)
- "Потсдам 1945. Besatzungsherrschaft und Neuaufbau Vier im-Zonen-Deutschland", 4. Aufl., dtv, München 2005, ISBN 3-423-34230-7
- "Ausgrenzung, Vertreibung, Völkermord. Genozid im 20. Jahrhundert", Deutscher Taschenbuch-Verlag, München 2006, ISBN 978-3-423-34370-1
- "Die Protokolle der Weisen von Zion. Die Legende von der jüdischen Weltverschwörung." Beck, München 2007, ISBN 978-3-406-53613-7
- "Auftrag Demokratie. Die Gründungsgeschichte der Bundesrepublik und die Entstehung der DDR 1945-1949", Berlin: Metropol Verlag 2009, ISBN 978-3-940-93842-8
- "Antisemitismus und „Islamkritik“. Bilanz und Perspektive", Berlin: Metropol Verlag 2011, ISBN 978-3-86331-012-7

### Статьи
- "Reaktionen auf den Holocaust. Antisemitismus, Antizionismus und Philosemitismus." In: 'Tribüne. Zeitschrift zum Verständnis des Judentums" 37, 1998, Nr. 148.

### Составление и научная редакция
- "Zwischen Antisemitismus und Philosemitismus. Juden in der Bundesrepublik", Metropol Verlag, Berlin 1991
- "Salzgitter. Geschichte und Gegenwart einer deutschen Stadt 1942 — 1992". München 1992.
- mit Angelika Königseder: "Judenfeindschaft als Paradigma", Studien zur Vorurteilsforschung, Berlin 2002.
- "Überleben im Dritten Reich. Juden im Untergrund und ihre Helfer." 349 S. 2003[7].
- "Selbstbehauptung und Opposition. Kirche als Ort des Widerstandes gegen staatliche Diktatur", Berlin 2003, ISBN 3-936411-32-8
- "Der Hass gegen die Juden. Dimensionen und Formen des Antisemitismus", Reihe Positionen, Perspektiven, Diagnosen (Band 2), Metropol Verlag, Berlin 2008, ISBN 978-3-938690-82-6 oder ISBN 3-938690-82-8
- mit Angelika Königseder: "Das Konzentrationslager Dachau. Geschichte und Wirkung nationalsozialistischer Repression", Metropol Verlag, Berlin 2008, ISBN 978-3-940938-10-7
- "Handbuch des Antisemitismus. Judenfeindschaft in Geschichte und Gegenwart", de Gruyter/K. G. Saur, Berlin. 7 Bände in ca. 9 Teilbänden (запланировано), сейчас опубликовано:
  - 1. Band: "Länder und Regionen", 2008
  - 2. Band: "Personen. 1. A-K" und "2. L-Z", 2009
- "Wie wurde man Parteigenosse? Die NSDAP und ihre Mitglieder", Frankfurt/Main 2009, ISBN 978-3596180684.

#### В соавторстве
- вместе с Германом Грамлемом (Hermann Graml), Германом Вайсом (Hermann Вайс): "Enzyklopädie des Nationalsozialismus", 1997 (5. Auflage, Klett-Cotta und Deutscher Taschenbuch-Verlag (dtv), Stuttgart und München 2007, ISBN 978-3-423-34408-1 bzw. ISBN 3-423-34408-3
- вместе с Германом Грамлемом (Hermann Graml): Aspekte deutscher Außenpolitik im 20. Jahrhundert. Aufsätze Hans Rothfels zum Gedächtnis. Deutsche Verlags-Anstalt, Stuttgart 1976.
- вместе с Барбарой Дистель (Barbara Distel) и Ангеликой Кенигседель (Angelika Königseder): "Der Ort des Terrors. Geschichte der nationalsozialistischen Konzentrationslager." Запланировано 9 томов, 2005 — 2009, ISBN 978-3-406-52960-3[8]
  - 1: Die Organisation des Terrors. Mitherausgeberin Angelika Königseder. 2005, 394 Seiten (2. Aufl. 2005). ISBN 978-3-406-52961-0
  - 2: "Frühe Lager. Дахау. Emslandlager." 2005, 607 Seiten. ISBN 3-406-52962-3
  - 3: "Sachsenhausen, Buchenwald, mit Nebenlagern." ISBN 978-3-406-52963-4
  - 4: Flossenbürg, Mauthausen, Ravensbrück. ISBN 978-3-406-52964-1
  - 5: Hinzert, Auschwitz, Neuengamme. ISBN 978-3-406-52965-8
  - 6: Natzweiler, Groß-Rosen, Stutthof. ISBN 978-3-406-52966-5
  - 7: Wewelsburg, Majdanek, Arbeitsdorf, Herzogenbusch (Vught), Bergen-Belsen, Mittelbau-Dora. 2008, 360 Seiten. ISBN 978-3-406-52967-2
  - 8: Riga. Warschau. Kaunas. Vaivara. Plaszów. Klooga. Chelmo. Belzec. Treblinka. Sobibor. 2008, 576 Seiten. ISBN 978-3-406-57237-1
  - 9: Arbeitserziehungslager, Durchgangslager, Ghettos, Polizeihaftlager, Sonderlager, Zigeunerlager, Zwangsarbeitslager. 2009 ISBN 978-3-406-57238-8